# Adam Homolka
Adam Homolka (* 12. Februar 1979 in České Budějovice) ist ein ehemaliger tschechischer Straßenradrennfahrer.
Adam Homolka begann seine Radsport-Karriere 1992 bei dem tschechischen Team Velo-Club České Budějovice. Im Jahre 2001 kam er ins oberösterreichische Team Bikedrive Linz. In seinem zweiten Jahr dort konnte er die Gesamtwertung des Uniqa Classic für sich entscheiden. Im Jahr darauf wurde er Dritter im Straßenrennen der tschechischen Meisterschaft und gewann 2004 die Gesamtwertung der Steiermark-Rundfahrt. In den Jahren 2006 und 2007 fuhr er für das Swiag Pro Cycling Team. 2009 gewann Homolka die zweite Etappe beim Grand Prix Cycliste de Gemenc.

## Erfolge
2002
- Gesamtwertung Uniqa Classic

2004
- Gesamtwertung Steiermark-Rundfahrt

2009
- eine Etappe Grand Prix Cycliste de Gemenc

## Teams
- 1992–1995 Velo Club České Budějovice
- 1996–2000 ASC Dukla Praha
- 2001 Team Bikedrive Linz
- 2002 Gericom-Bikedrive
- 2003 Hervis COPYright
- 2004 Hervis-Apo Sport
- 2005 Radland Kärnten
- 2006 Swiag Teka
- 2007 Swiag Pro Cycling Team
- 2008 Bikesport Kärnten
- 2009 VIPERbike-Bikesport Kärnten
- 2010 Union Radland Kärnten
- 2011 WSA-Viperbike Kärnten
- 2012 WSA-Viperbike Kärnten
- 2013 ARBÖ Gebrüder Weiss-Oberndorfer